# St-Michel (Marseille)

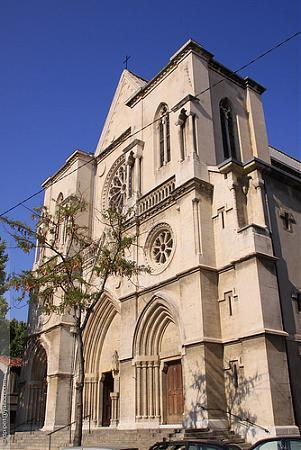
St-Michel (Marseille)

Die Kirche St-Michel (auch: St-Michel-l’Archange, deutsch: Erzengel Michael) ist eine römisch-katholische Kirche in der südfranzösischen Stadt Marseille.

## Lage und Patrozinium
Die Kirche befindet sich im 5. Arrondissement im Viertel Le Camas an der Place de l’Archange. Sie ist zu Ehren des Erzengels Michael geweiht. 

## Geschichte
1848 gründete Bischof Eugen von Mazenod die Pfarrei Saint-Michel und beauftragte 1850 den Architekten Pierre Marius Bérengier (1808–1876) mit dem Bau der neugotischen Kirche, die 1864 eingeweiht wurde. Die Kirchtürme wurden nie gebaut. 2017 wurde die Kirche vollständig renoviert. In den Sommermonaten ist sie Ort eines Festivals sakraler Musik.

## Architektur und Ausstattung
Die dreischiffige Kirche mit Kreuzrippengewölbe hat zehn Seitenkapellen und zwei Chorkapellen. Sie ist 60 Meter lang und 30 Meter breit und hat eine 33 Meter hohe Fassade. Die Kirchenfenster einschließlich Fensterrose stammen von Émile Thibaud (1806–1896).